# Tony Dovolani

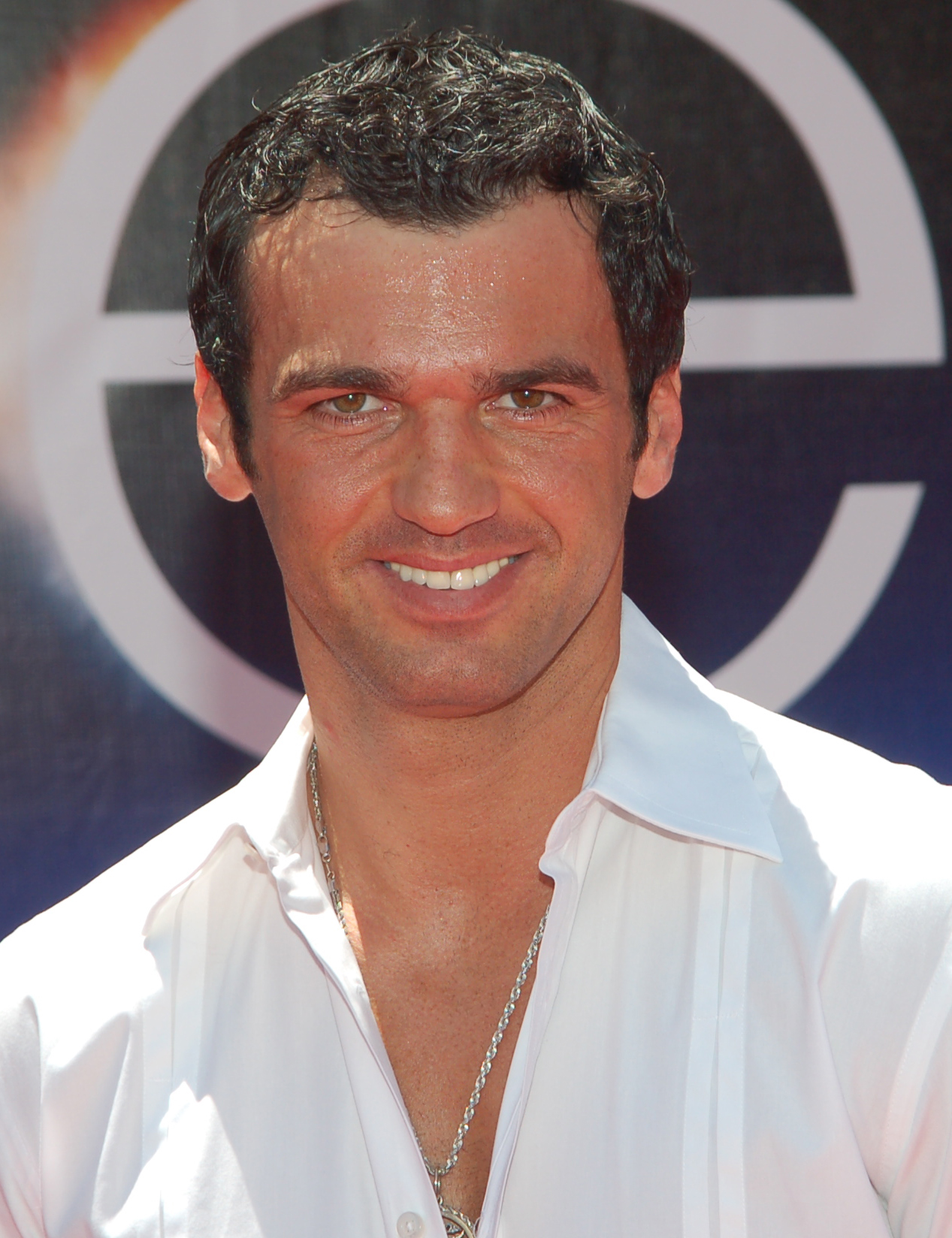
Imagem do Bailarino Tony Dovolani

Driton "Tony" Dovolani (nascido a 17 de Julho de 1973) é um bailarino de danças de salão profissional albânio-americano, instructor e jurado na cidade de Nova Iorque. É conhecido pelo seu envolvimento na versão americana de Dancing with the Stars na ABC. Dovolani também fez de rapaz rebelde latino no filme Shall We Dance? e passou tempo a treinar a actriz Jennifer Lopez.

## Vida
Dovolani nasceu na Pristina, Kosovo. Começou a dançar danças folclóricas aos 3 anos de idade. Aos 15 anos, a sua família mudou-se para Stamford, Connecticut. Ele teve oportunidade de frequentar aulas na Academia de Dança Fred Astaire.

## Dancing with the Stars
Dovolani juntou-se ao programa na sua segunda temporada e foi parceiro da lutadora profissional Stacy Keibler; eles chegaram à final e terminaram em 3º lugar. Na Temporada 3, fez par com a estrela de música country Sara Evans. A meio da temporada, Evans desistiu da competição devido a razões pessoais. Ele regressou ao programa a 19 de Março para a temporada 4, desta vez par da apresentadora de talk show Leeza Gibbons. Eles foram o terceiro par a serem eliminados da competição e terminaram em 9º lugar.
Ele competiu na temporada 5, fazendo par com a actriz Jane Seymour. Foram o sétimo casal a ser eliminado da competição e terminaram em 6º lugar. Na temporada 6, a sua parceira foi a actriz da Broadway Marissa Jaret Winokur. Foram eliminados nas semifinais e terminaram em 4º lugar. Dovolani competiu na sétima temporada de Dancing with the Stars com a actriz Susan Lucci de All My Children como sua parceira. Foram eliminados na semana 7 e ficaram em 6º lugar.
Na oitava temporada, ele foi originalmente par de Nancy O'Dell, a apresentadora, na altura, deAccess Hollywood. Contudo, a 5 de Março ela desistiu da competição devido a um menisco rasgado feito durante os treinos da pré-temporada. Com apenas dois dias de treino, Melissa Rycroft, fresca da sua aparição em The Bachelor, apareceu e tornou-se a sua nova parceira célebre. Eles chegaram às finais e ficaram em 3º lugar na competição.
Na nona temporada, ele fez par com a antiga modelo e empresária Kathy Ireland. Eles foram o terceiro par a ser eliminado, acabando em 14º lugar. Na décima temporada, Dovolani fez par com a antiga estrela de programas de vida real Kate Gosselin de Jon and Kate Plus 8/Kate Plus 8. Eles foram o 4º casal a ser eliminado, acabando em 8º lugar.
Na décima primeira temporada, fez par com a estrela de The Hills Audrina Patridge. Foram o 6º casal a ser eliminado, acabando em 7º lugar. Na temporada 12, o seu par foi a apresentadora de talk show Wendy Williams. Foram o segundo casal a ser eliminado, acabando em 10º lugar. Na temporada 13, o seu par foi a cantora Chynna Phillips. Phillips foi eliminada na semana 4.
Na temporada 14, fez par com a campeã de ténis Martina Navratilova. Foram o primeiro casal a ser eliminado. Dovolani fez novamente par com Melissa Rycroft na temporada 15 e tornaram-se campeões da temporada. Na temporada 16, fez par com a cantora de country Wynonna Judd e foram eliminados na 3ª semana da competição. Na temporada 17, foi par da actriz Leah Remini e terminaram em 5º lugar.
Na temporada 18, foi par da estrela de Real Housewives of Atlanta NeNe Leakes, e foram eliminados na sétima semana da competição, terminando em 7º lugar. Na temporada 19, fez par com a designer de moda Betsey Johnson. Foram eliminados na 4ª semana de competição, acabando em 10º lugar. Na temporada 20, fez par com a actriz e autora Suzanne Somers. Foram eliminados na semana 5 acabando em 9º lugar.
Na temporada 21, fez par com a estrela de programas da vida real Kim Zolciak. Depois de sofrer uma pequena trombose, Biermann teve de desistir da competição durante a semana 3 porque não estava apta para viajar.
Na temporada 22, foi par da actriz Marla Maples. Foram eliminados a 11 de Abril de 2016, e ficaram em 10º lugar.
Dovolani não faz parte do elenco para a temporada 23.
| Temporada | Parceira              | Lugar |
| --------- | --------------------- | ----- |
| 2         | Stacy Keibler         | 3º    |
| 3         | Sara Evans            | 6º    |
| 4         | Leeza Gibbons         | 9º    |
| 5         | Jane Seymour          | 6º    |
| 6         | Marissa Jaret Winokur | 4º    |
| 7         | Susan Lucci           | 6º    |
| 8         | Melissa Rycroft       | 3º    |
| 9         | Kathy Ireland         | 14º   |
| 10        | Kate Gosselin         | 8º    |
| 11        | Audrina Patridge      | 7º    |
| 12        | Wendy Williams        | 10º   |
| 13        | Chynna Phillips       | 9º    |
| 14        | Martina Navratilova   | 12º   |
| 15        | Melissa Rycroft       | 1º    |
| 16        | Wynonna Judd          | 11º   |
| 17        | Leah Remini           | 5º    |
| 18        | NeNe Leakes           | 7º    |
| 19        | Betsey Johnson        | 10º   |
| 20        | Suzanne Somers        | 9º    |
| 21        | Kim Zolciak-Biermann  | 11º   |
| 22        | Marla Maples          | 10º   |

## Actuações por temporada
Temporada 2 - Com a celebridade: Stacy Keibler; média: 27.7
| Semana # | Dança/música                                                                             | Nota do júri | Nota do júri | Nota do júri | Result         |
| Semana # | Dança/música                                                                             | Inaba        | Goodman      | Tonioli      | Result         |
| 1        | Valsa/ "I Wonder Why"                                                                    | 8            | 6            | 8            | Salva          |
| 2        | Rumba/ "I'm like a Bird"                                                                 | 9            | 10           | 10           | Salva          |
| 3        | Tango/ "Cell Block Tango"                                                                | 9            | 9            | 9            | Salva          |
| 4        | Foxtrot/"Cold, Cold Heart"                                                               | 8            | 9            | 9            | Salva          |
| 5        | Samba/"Bootylicious" Grupo Salsa/"Rhythm Is Gonna Get You"                               | 10 Não       | 10 foi dada  | 10 nota      | Salva          |
| 6        | Jive/"Wake Me Up Before You Go-Go" Group Valsa Vienense/"Fallin'"                        | 10 Não       | 10 foi dada  | 10 nota      | Salva          |
| 7        | Quickstep/"You Can't Hurry Love" Cha-Cha-Cha/"Since U Been Gone"                         | 9            | 9            | 9 10         | Primeiros 2    |
| 8        | Jive/"Wake Me Up Before You Go-Go" Freestyle/"Stayin' Alive" Samba/"Livin' La Vida Loca" | 10 8 10      | 10 9 10      | 10 9 10      | Terceiro lugar |

Temporada 3 - Com a parceira célebre: Sara Evans; média: 21.0
| Semana # | Dança/música                             | Nota do júri | Nota do júri | Nota do júri | Resultado |
| Semana # | Dança/música                             | Inaba        | Goodman      | Tonioli      | Resultado |
| 1        | Foxtrot/ "Mandy"                         | 5            | 5            | 5            | Salva     |
| 2        | Mambo/ "Papa Loves Mambo"                | 7            | 7            | 7            | Salva     |
| 3        | Jive/ "These Boots Are Made for Walkin'" | 8            | 9            | 8            | Salva     |
| 4        | Paso Doble/ "The Phantom of the Opera"   | 6            | 7            | 7            | Salva     |
| 5        | Samba/ "I Wish"                          | 8            | 8            | 8            | Desistiu  |

Temporada 4 - Com a parceira célebre: Leeza Gibbons; média: 19.0
| Semana # | Dança/música                           | Nota do júri | Nota do júri | Nota do júri | Resultado     |
| Semana # | Dança/música                           | Inaba        | Goodman      | Tonioli      | Resultado     |
| 1        | Foxtrot/ "Strangers in the Night"      | 5            | 5            | 5            | Não eliminada |
| 2        | Mambo/ "Independent Woman Part I"      | 7            | 7            | 7            | Salva         |
| 3        | Tango/ "Jealousy"                      | 8            | 8            | 8            | Primeiros 2   |
| 4        | Paso Doble/ "You Give Love a Bad Name" | 6            | 5            | 5            | Eliminada     |

Temporada 5 - Com a parceira célebre: Jane Seymour; média: 24.5
| Semana # | Dança/música                                           | Nota do júri | Nota do júri | Nota do júri | Resultado   |
| Semana # | Dança/música                                           | Inaba        | Goodman      | Tonioli      | Resultado   |
| 1        | Foxtrot/ "Let's Do It, Let's Fall in Love"             | 8            | 8            | 8            | Salva       |
| 2        | Mambo/ "Cuban Pete"                                    | 7            | 7            | 7            | Salva       |
| 3        | Tango/ "Perfida"                                       | 9            | 9            | 9            | Salva       |
| 4        | Valsa Vienense/ "Piano Man"                            | 8            | 9            | 9            | Salva       |
| 5        | Rumba/ "Breathe Again"                                 | 8            | 9            | 9            | Primeiros 2 |
| 6        | Jive/ "Modern Love" Group Rock 'n Roll/ "Rockin Robin" | 8 Não        | 7 foi dada   | 7 nota       | Salva       |
| 7        | Quickstep/ "I Walk the Line" Cha-Cha-Cha/ "Venus"      | 8            | 8 9          | 8 9          | Eliminada   |

Temporada 6 - Com a parceira célebre:  Marissa Jaret Winokur; média: 23.8
| Semana # | Dança/música                                                 | Nota do júri | Nota do júri | Nota do júri | Resultado          |
| Semana # | Dança/música                                                 | Inaba        | Goodman      | Tonioli      | Resultado          |
| 1        | Cha-Cha-Cha/ "Low"                                           | 6            | 6            | 6            | Não eliminada      |
| 2        | Quickstep/ "Flip, Flop and Fly"                              | 7            | 7            | 7            | Última a ser salva |
| 3        | Jive/ "Girlfriend"                                           | 6            | 7            | 6            | Salva              |
| 4        | Paso Doble/ "My Family is My Life"                           | 8            | 8            | 8            | Salva              |
| 5        | Samba/ "Tambourine"                                          | 8            | 8            | 8            | Salva              |
| 6        | Valsa Vienense/ "Delilah" Country Western/ "Cotton-Eyed Joe" | 9 Não        | 8 foi dada   | 9 nota       | Salva              |
| 7        | Tango/ "Champagne Tango" Rumba/ "Quando, Quando, Quando"     | 9            | 9 8          | 9 8          | Primeiros 2        |
| 8        | Foxtrot/ "New York, New York" Mambo/ "Ritmo de Chunga"       | 9 8          | 8            | 8 9          | Salva              |
| 9        | Quickstep/ "Around the World" Rumba/ "Just the Two of Us"    | 9 8          | 9            | 8 9          | Eliminada          |

Temporada7 - Com a parceira célebre: Susan Lucci; média: 21.3
| Semana # | Dança/música                                                                        | Nota do júri | Nota do júri | Nota do júri | Resultado          |
| Semana # | Dança/música                                                                        | Inaba        | Goodman      | Tonioli      | Resultado          |
| 1        | Cha-Cha-Cha/ "I Heard It Through the Grapevine" Quickstep/ "Bei Mir Bist Du Schoen" | 5 7          | 5 7          | 5 8          | Salva              |
| 2        | Rumba/ "Waiting on the World to Change"                                             | 7            | 7            | 7            | Salva              |
| 3        | Jive/ "Why Do Fools Fall in Love"                                                   | 7            | 7            | 7            | Salva              |
| 4        | Tango/ "La Bohemia"                                                                 | 8            | 8            | 8            | Salva              |
| 5        | Hustle/ "Upside Down"                                                               | 7            | 7            | 8            | Primeiros 2        |
| 6        | Mambo/ "Si Señor!..." Old School Hip Hop/ "It Takes Two"                            | 8 Não        | 8* foi dada  | 7 nota       | Última a ser salva |
| 7        | Paso Doble/ "The Ride" Team Cha-Cha-Cha/ "Mercy"                                    | 8 6          | 8 7          | 8 7          | Eliminada          |

- A nota foi dada pelo júri substituto Michael Flatley.

Temporada 8 - Com a parceira célebre: Melissa Rycroft; média: 26.8
| Semana # | Dança/música                                                                                 | Nota do júri | Nota do júri | Nota do júri | Resultado      |
| Semana # | Dança/música                                                                                 | Inaba        | Goodman      | Tonioli      | Resultado      |
| 1        | Valsa/ "Moon River"                                                                          | 8            | 7            | 8            | Não eliminada  |
| 2        | Salsa/ "The Cup of Life"                                                                     | 9            | 8            | 9            | Salva          |
| 3        | Foxtrot/ "Recipe for Love"                                                                   | 9            | 9            | 9            | Salva          |
| 4        | Lindy Hop/ "Brown Derby Jump"                                                                | 10           | 9            | 10           | Salva          |
| 5        | Paso Doble/ "Poker Face"                                                                     | 8            | 8            | 9            | Salva          |
| 6        | Rumba/ "If I Were a Boy"                                                                     | 9            | 9            | 9            | Salva          |
| 7        | Tango Argentino/ "Mi Confesión" 1960's Group Dance/ "The Clapping Song"                      | 10 Não       | 9 foi dada   | 10 nota      | Salva          |
| 8        | Jive/ "We Got the Beat" Team Mambo/ "Single Ladies (Put a Ring on It)"                       | 7 8          | 7 8          | 7 9          | Primeiros 2    |
| 9        | Valsa Vienense/ "Angel" Samba/ "Jaleo"                                                       | 9 10         | 9 10         | 9 10         | Salva          |
| 10       | Quickstep/ "I Got Rhythm" Cha-Cha-Cha/ "Save the Last Dance for Me"                          | 9            | 10 9         | 9            | Primeiros 2    |
| 11       | Paso Doble/ "So What" Freestyle/ "Gonna Make You Sweat (Everybody Dance Now)" Samba/ "Jaleo" | 10 9 10      | 9 10         | 10 9 10      | Terceiro lugar |

Temporada 9 - Com a parceira célebre: Kathy Ireland; média: 17.0
| Semana # | Dança/música                                                        | Nota do júri | Nota do júri | Nota do júri | Resultado                  |
| Semana # | Dança/música                                                        | Inaba        | Goodman      | Tonioli      | Resultado                  |
| 1        | Salsa/ "Mambo Gonzon" Foxtrot em posição/ "The Best is Yet to Come" | 6 Prémio     | 5 de 4       | 5 pontos     | Última a ser chamada Salva |
| 2        | Quickstep/ "Shall We Dance?"                                        | 6            | 6*           | 6            | Eliminada                  |

- A nota foi dada pelo júri substituto Baz Luhrmann.

Temporada 10 - Com a parceira célebre: Kate Gosselin; média: 15.5
| Semana # | Dança/música                           | Nota do júri | Nota do júri | Nota do júri | Resultado     |
| Semana # | Dança/música                           | Inaba        | Goodman      | Tonioli      | Resultado     |
| 1        | Valsa Vienense/ "She's Always a Woman" | 6            | 5            | 5            | Não eliminada |
| 2        | Jive/ "I'm Still Standing"             | 5            | 5            | 5            | Salva         |
| 3        | Paso Doble/ "Paparazzi"                | 5            | 5            | 5            | Salva         |
| 4        | Tango/ "For Your Entertainment"        | 4 6          | 5 6          | 5 6          | Salva         |
| 5        | Foxtrot/ "Don't You (Forget About Me)" | 5            | 5            | 5            | Eliminada     |

Temporada 11 - Com a parceira célebre: Audrina Patridge; média: 23.0
| Semana # | Dança/música                                                     | Nota do júri | Nota do júri | Nota do júri | Resultado |
| Semana # | Dança/música                                                     | Inaba        | Goodman      | Tonioli      | Resultado |
| 1        | Cha-Cha-Cha/ "California Gurls"                                  | 6            | 7            | 6            | Salva     |
| 2        | Quickstep/ "Love Machine"                                        | 8            | 8            | 7            | Salva     |
| 3        | Valsa/ "Let It Be Me"                                            | 8            | 9            | 9            | Salva     |
| 4        | Argentine Tango/ "Somebody to Love"                              | 8 7          | 8 7          | 8            | Salva     |
| 5        | Rumba/"Unwritten"                                                | 7            | 8            | 8            | Salva     |
| 6        | Paso Doble/"Another One Bites the Dust" Rock 'n Roll/"La Grange" | 8 Prémio     | 8 de 8       | 8 pontos     | Eliminada |

Temporada 12 - Com a parceira célebre: Wendy Williams; média: 15.3
| Semana # | Dança/música                               | Nota do júri | Nota do júri | Nota do júri | Resultado     |
| Semana # | Dança/música                               | Inaba        | Goodman      | Tonioli      | Resultado     |
| 1        | Cha-Cha-Cha/ "I'm Every Woman"             | 5            | 4            | 5            | Não eliminada |
| 2        | Quickstep/ "Do Your Thing"                 | 6            | 5            | 6            | Salva         |
| 3        | Foxtrot/ "Last Night a D.J. Saved My Life" | 5            | 5            | 5            | Eliminada     |

Temporada 13 - Com a parceira célebre: Chynna Phillips; média: 22.5
| Semana # | Dança/música                             | Nota do júri | Nota do júri | Nota do júri | Resultado |
| Semana # | Dança/música                             | Inaba        | Goodman      | Tonioli      | Resultado |
| 1        | Valsa Vienense / "If I Ain't Got You"    | 8            | 7            | 7            | Salva     |
| 2        | Jive / "The Boy Does Nothing"            | 7            | 7            | 7            | Salva     |
| 3        | Rumba / "Hold On"                        | 8            | 9            | 9            | Salva     |
| 4        | Tango / "Theme from Mission: Impossible" | 7            | 7            | 7            | Eliminada |

Temporada 14 - Com a parceira célebre: Martina Navratilova; média: 18.5
| Semana # | Dança/música                                  | Nota do júri | Nota do júri | Nota do júri | Resultado     |
| Semana # | Dança/música                                  | Inaba        | Goodman      | Tonioli      | Resultado     |
| 1        | Foxtrot / "Is You Is or Is You Ain't My Baby" | 7            | 6            | 7            | Não eliminada |
| 2        | Jive / "Tell Her About It"                    | 6            | 5            | 6            | Eliminada     |

Temporada 15 - Com a parceira célebre: Melissa Rycroft; média: 28.0
| Semana # | Dança/música | Nota do júri  | Nota do júri     | Nota do júri | Resultado     |
| Semana # | Dança/música | Inaba         | Goodman          | Tonioli      | Resultado     |
| 1        | Foxtrot/ "Big Spender"                                                                                                 | 7.0           | 7.0              | 7.0          | Salva         |
| 2        | Jive / "Shout" | 8.0           | 8.0              | 7.5          | Salva         |
| 3        | Samba / "Conga" | 9.0           | 9.0              | 9.0          | Salva         |
| 4        | Jitterbug / "This Cat's On A Hot Tin Roof"                                                                             | 9.0           | 9.0              | 9.5* / 9.5   | Salva         |
| 5        | Tango / "Toxic" Team Freestyle (Shawn) / "Call Me Maybe"                                                               | 9.0 9.5       | 9.0 10.0         | 9.0 10.0     | Não eliminada |
| 6        | Valsa Vienense / "Why Ya Wanna" Group Country Western / "Save a Horse (Ride a Cowboy)" & "I Play Chicken with a Train" | 9.5 Não       | 10.0 foram dadas | 10.0 notas   | Salva         |
| 7        | Tango & Cha-Cha-Cha / "Die Young" Swing Marathon / "Do Your Thing"                                                     | 10.0 Premiada | 9.5 com 10       | 9.5 pontos   | Não eliminada |
| 8        | Quickstep / "Boogie Woogie Bugle Boy" Paso Doble (Trio Challenge) / "Rumour Has It"                                    | 10.0          | 10.0             | 10.0         | Salva         |
| 9        | Hustle / "Walk the Dinosaur" Tango Argentino / Dirty Diana                                                             | 9.0 10.0      | 9.5 10.0         | 9.0 10.0     | Salva         |
| 10       | Samba / "Conga" Freestyle / I Was Here Instant Samba / "Life Is A Highway"                                             | 10.0 9.5      | 10.0 9.5         | 10.0 9.5     | Vencedores    |

↑* Os pontos adicionais de 9.5 foi dados pela jurada Paula Abdul.
Temporada 16 - Com a parceira célebre: Wynonna Judd; média: 17.0
| Semana # | Dança/música                                                               | Nota do júri | Nota do júri  | Nota do júri | Resultado     |
| Semana # | Dança/música                                                               | Inaba        | Goodman       | Tonioli      | Resultado     |
| 1        | Cha-cha-cha / "I've Got The Music In Me"                                   | 6            | 6             | 6            | Não eliminada |
| 2        | Quickstep / "Neutron Dance"                                                | 6            | 6             | 6            | Salva         |
| 3        | Prom Group Dance / "The Rockafeller Skank" Samba / "Pour Some Sugar on Me" | Não 5        | foram dados 5 | pontos 5     | Eliminada     |

Temporada 17 - Com a parceira célebre: Leah Remini; média: 24.8
| Semana # | Dança/música                                                                 | Nota do júri | Nota do júri | Nota do júri | Resultado          |
| Semana # | Dança/música                                                                 | Inaba        | Goodman      | Tonioli      | Resultado          |
| 1        | Foxtrot / "Tears Dry On Their Own"                                           | 7            | 7            | 7            | Não eliminada      |
| 2        | Samba / "María"                                                              | 8            | 8            | 8            | Salva              |
| 3        | Rumba / "Skyfall"                                                            | 8            | 8            | 8            | Salva              |
| 4        | Cha-cha-cha / "Papi"                                                         | 8            | 8*           | 8            | Salva              |
| 5        | Contemporânea/ "Roar"                                                        | 7            | 7            | 8            | Última a ser salva |
| 6        | Quickstep / "Man Wanted" Switch-Up Challenge /Various                        | 9 Premiada   | 9 com 1      | 9 ponto      | Não eliminada      |
| 7        | Salsa / "I Know You Want Me (Calle Ocho)" Team Freestyle / "Bom Bom"         | 9            | 8 9          | 9            | Salva              |
| 8        | Valsa Vienense / "I Got You Babe" Rumba Dance Off / "I Found Someone"        | 8 Premiada   | 9* com 3     | 8 pontos     | Salva              |
| 9        | Tango / "Love Me Again" Jive (Desafio a três) / "We're Not Gonna Take It"    | 9            | 9            | 9            | Salva              |
| 10       | Paso Doble / "Bad Romance" Argentine Tango / "Bad Romance" (versão acústica) | 8            | 8            | 8*/8 8*/9    | Eliminada          |

- Pontos dados pela jurada convidada Julianne Hough.
- Os pontos da semana 8 foram dados pela Cher.
- Os pontos adicionais da semana 10 foram dados por Maksim Chmerkovskiy.

Temporada 18 - Com a parceira célebre: NeNe Leakes; média: 23.5
| Semana # | Dança/música                                                                             | Nota do júri | Nota do júri | Nota do júri | Resultado     |
| Semana # | Dança/música                                                                             | Inaba        | Goodman      | Tonioli      | Resultado     |
| 1        | Cha-cha-cha / "Give It 2 U"                                                              | 7            | 7            | 7            | Não eliminada |
| 2        | Jive / "Do My Thing"                                                                     | 7            | 7            | 7            | Salva         |
| 3        | Rumba / "I Believe in You and Me"                                                        | 8            | 7/81         | 8            | Salva         |
| 42       | Jazz / "Grown Woman"                                                                     | 8            | 8/83         | 8            | Não eliminada |
| 5        | Foxtrot / "Cruella de Vil"                                                               | 9            | 9/94         | 9            | Salva         |
| 6        | Salsa / "Hot in Herre"                                                                   | 8            | 95/8         | 8            | Salva         |
| 7        | Tango Argentino / "Can't Remember to Forget You" Freestyle de equipa / "The Cup of Life" | 8            | 86 / 7 10 /8 | 8 9          | Eliminada     |

1Os pontos adicionais da semana 3 foram dados por Robin Roberts
2Apenas nesta semana, como parte da semana "Troca de parceiros", NeNe Leakes não actuou com Dovolani e actuou em substituição com Derek Hough.
3Os pontos adicionais da semana 4 foram dados por Julianne Hough
4Os pontos adicionais da semana 5 foram dados por Donny Osmond
5Os pontos adicionais da semana 6 foram dados por Redfoo
6Os pontos adicionais da semana 7 foram dados por Ricky Martin
Temporada 19 - Com a parceira célebre: Betsey Johnson; média: 26.5
| Semana # | Dança/música                            | Nota do júri | Nota do júri | Nota do júri | Nota do júri | Resultado   |
| Semana # | Dança/música                            | Hough        | Goodman      | Tonioli      | Inaba        | Resultado   |
| 1        | Cha-cha-cha / "Material Girl"           | 5            | 5            | 5            | 5            | Primeiros 2 |
| 2        | Foxtrot / "Girls Just Want to Have Fun" | 7            | 7            | 7            | 7            | Salva       |
| 3        | Contemporânea / "Unchained Melody"      | 7            | 91           | 6            | 7            | Salva       |
| 4        | Jive / "Love Will Keep Us Together"     | 8            | 72           | 7            | 7            | Eliminada   |

1 Pontos dados pelo jurado convidado Kevin Hart, no lugar de Goodman.
2O público americano deu nota a esta dança no lugar de Goodman com a média de pontos a ser contabilizada juntamente com os outros três jurados.
Temporada 20 - Com a parceira célebre: Suzanne Somers; média: 26.8
| Semana # | Dança/música                          | Nota do júri | Nota do júri | Nota do júri | Nota do júri | Resultado          |
| Semana # | Dança/música                          | Hough        | Goodman      | Tonioli      | Inaba        | Resultado          |
| 1        | Cha-cha-cha / "Physical"              | 6            | 6            | 6            | 7            | Não eliminada      |
| 2        | Jive / "Whole Lotta Shakin' Goin' On" | 7            | 7            | 7            | 7            | Última a ser salva |
| 3        | Samba / "Copacabana"                  | 6            | 6            | 6            | 7            | Salva              |
| 4        | Foxtrot / "Three's Company, Too"      | 7            | 7            | 7            | 7            | Salva              |
| 5        | Jazz / "He's a Tramp"                 | 7            | 7            | 7            | 7            | Eliminada          |

Temporada 21 - Com a parceira célebre: Kim Zolciak-Biermann; média: 16.3
| Semana # | Dança/música                                  | Nota do júri | Nota do júri | Nota do júri | Resultado     |
| Semana # | Dança/música                                  | Inaba        | Hough        | Tonioli      | Resultado     |
| 1        | Salsa / "Hey Mama"                            | 4            | 4            | 4            | Não eliminada |
| 2        | Quickstep / "Queen Bee" Foxtrot / "Come Home" | 7 6          | 6            | 6            | Salva         |
| 3        | Samba / "Jeannie"                             | Não          | fez          | a actuação   | Desistiu      |

Temporada 22 - Com a parceira célebre: Marla Maples; média: por determinar
| Semana # | Dança/música                     | Nota do júri | Nota do júri | Nota do júri | Resultado     |
| Semana # | Dança/música                     | Inaba        | Goodman      | Tonioli      | Resultado     |
| 1        | Quickstep / "Sparkling Diamonds" | 7            | 7            | 7            | Não eliminada |
| 2        | Tango Argentino / "Don't"        | 7            | 6            | 7            | Salva         |
| 3        | Jive / "Happy"                   | 7            | 7            | 7            | Salva         |
| 4        | Waltz / "Part of Your World"     | 7            | 7/71         | 7            | Eliminada     |

1 Notas dada pela jurada convidada Zendaya.

## Dançar
Danças de salão é sobre a mulher, segundo Dovolani. Ele acredita que é suposto o homem ser a moldura da imagem de beleza que apresentada pela mulher.
Dovolani e o seu par Elena Grinenko retiraram-se recentemente de competição na divisão rítimica americana. Antes de ser parceiro de Elena, dançou com Inna Ivanenko e Lisa Regal.

## Feitos
- Nomeado em 2006 para um Emmy pela excelente coreografia para Dancing with the Stars no episódio #208 (Dança: Jive).
- Campeão na America's Ballroom Challenge Rhythm da PBS em 2006
- Campeão na Emerald Ball Open Professional American Rhythm em 2006[5]
- Campeão noUnited States Open Rhythm com Elena Grinenko em 2006
- Campeão do World Rhythm com Elena Grinenko em 2006
- Campeão no Ohio Star Ball American Rhythm em 2005[6]
- Campeão no United States Open Rhythm em 2005 com Inna Ivanenko
- Campeão do World Rhythm em 2005 com Inna Ivanenko.

## Fora da dança
Tony e Len Goodman apareceram juntamente com Mary Murphy num infomercial para o sistema de exercício de Core Rhythms.
Dovolani e colegas dançarinos Maksim Chmerkovskiy e Elena Grinenko criaram um website chamado de Ballroom Dance Channel (Canal de Danças de Salão). Ajuda a trazer a sensibilidade à dança. Dovolani e o seu melhor amigo Chmerkovskiy podem ser vistos várias vezes a entrevistarem-se um ao outro. O website é ballroomdancechannel.com
Dovolani é a grande força por trás do Superstars of Ballroom Dance Camp, uma oportunidade para as pessoas aprenderem a partir dos profissionais célebres de programas de televisão.  www.superstarsofballroom.com
Dovolani juntamente com Maksim Chmerkovskiy e Valentin Chmerkovskiy abriram o Estúdio Dance with Me em Stamford, CT a 16 de Abril de 2012. A de Stamford é a quarta de uma cadeia e a primeira em Connecticut começada por Dovolani, Maksim Chmerkovskiy, Valentin Chmerkovskiy e os seus colegas. Os outros estúdios são em Ridgefield, N. J., Long Island, N. Y. e Soho, N. Y.

### Vida pessoal
Tony é casado com Lina, e o casal tem 3 filhos, uma filha chamada Luana e gémeos nascidos quando Luana tinha 3 anos. Os gémeos, filho Adrian e filha Ariana, nasceram a 8 de Setembro de 2008. Tony conheceu Lina num encontro às cegas em 1998 e pediu-a em casamento 4 horas depois. Tony estava no meio dos ensaios para a sétima temporada de Dancing with the Starscom a parceira Susan Lucci quando recebeu a chamada que Lina tinha entrado em trabalho de parto.